# 克迪茨
克迪茨是德国巴伐利亚州的一个市镇。总面积31.46平方公里，总人口2590人，其中男性1285人，女性1305人（2011年12月31日），人口密度82人/平方公里。